# 工作日

世界各国工作日
周一~周五
周一~周六
周日~周四
周六~周四
周日~周五
周一~周四&周六
不唯一

工作日，又稱平日，是指一個國家和地區除了星期六、星期日以及國定假日之外的任何一天。
各個地區的工作日上班時間有所不同。例如在美国和许多西方国家，工作日的工作時間為上午9点至下午5点，而在亞洲国家例如日本，工作時間是上午8:30至晚上7点。